# Grave (cràter)
Grave és un cràter d'impacte que es troba al sòl interior nord de l'enorme cràter Gagarin, a la cara oculta de la Lluna. Es troba a uns 10 km a l'est-nord-est del cràter més gran Isaev, que cobreix la part nord-oest de l'interior de Gagarin.

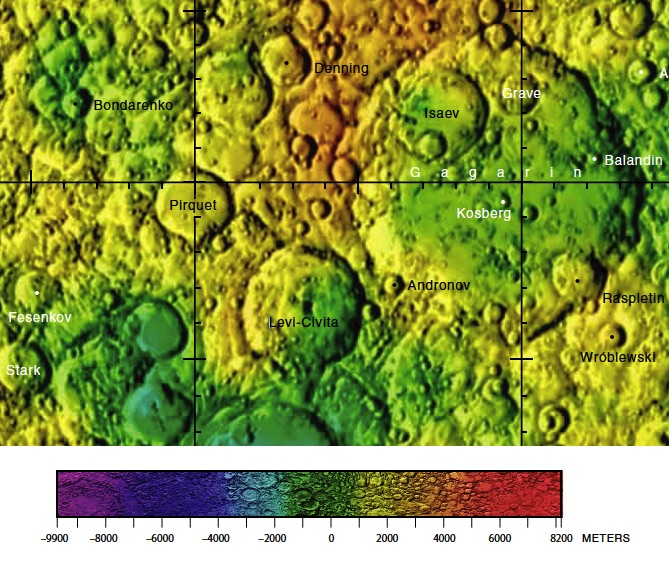
Localització de Grave (superior dreta, a l'interior de Gagarin)

Igual que molts cràters lunars, Gave ha patit algun tipus d'erosió a causa dels impactes posteriors. Una sèrie de petits cràters travessen els sectors est i sud-oest de la vora circular. Presenta una petita elevació prop del punt mig de l'interior.